# Птичье (Сумская область)
Птичье (укр. Птиче) — село,
Луциковский сельский совет,
Белопольский район,
Сумская область,
Украина.
Код КОАТУУ — 5920685302. Население по переписи 2001 года составляло 27 человек .

## Географическое положение
Село Птичье находится на расстоянии в 1 км от левого берега реки Сула,
примыкает к селу Луциковка.
Рядом проходит автомобильная дорога Т-1918.

## Экономика
- Молочно-товарная ферма.